# Willi Eichhorn
Willi Eichhorn (født 23. august 1908, død 25. maj 1994) var en tysk roer og olympisk guldvinder.
Eichhorn roede primært toer uden styrmand, og i denne båd blev han nummer to ved de tyske mesterskaber i 1932 og nummer tre i 1934. Disse to gange roede han sammen med Walter Zahn, men i 1935 kom han til at ro sammen med Hugo Strauß, og de blev toere ved de tyske mesterskaber dette år. Året efter blev de tyske mestre, og dermed blev de udtaget til OL 1936 i Berlin. De vandt deres indledende heat og var dermed direkte i finalen. Her førte danskerne Harry Larsen og Peter Richard Olsen en stor del af løbet, men de lavede imidlertid en styrefejl, der gjorde, at Eichhorn og Strauß indhentede dem. Tyskerne måtte imidlertid kæmpe hårdt for sejren, men danskerne gik ned til sidst og var over tre sekunder efter i mål, men vandt dog sølv foran argentinerne Horacio Podestá og Julio Curatella, der fik bronze.
Eichhorn og Strauß vandt i 1938 endnu en sølvmedalje ved de tyske mesterskaber.

## OL-medaljer
- 1936:  Guld i toer uden styrmand